# بيرنت مولر
بيرنت مولر (بالألمانية: Berndt Mueller)‏ هو فيزيائي ألماني، ولد في 8 فبراير 1950 في ماركنويكيرشن في ألمانيا.